# FloorballBB United
FloorballBB United ist ein Floorballclub aus Berlin und Brandenburg. Er wurde vom Floorballverband Berlin-Brandenburg im Jahr 2022 gegründet, um Mädchen und Frauen in Berlin und Brandenburg eine Option zu bieten Bundesliga zu spielen. Deswegen spielen sie seit der Saison 2022/23 in der Floorball-Bundesliga.